# Jabari Bird
Jabari Carl Bird (ur. 3 lipca 1994 w Richmond) – amerykański koszykarz, występujący na pozycji rzucającego obrońcy.
W 2013 wystąpił w meczu gwiazd amerykańskich szkół średnich – McDonald’s All-American (2013).
7 lutego 2019 trafił w wyniku wymiany do Atlanty Hawks. Następnego dnia został zwolniony.

## Osiągnięcia
Stan na 8 lutego 2019, na podstawie, o ile nie zaznaczono inaczej.
NCAA
- Uczestnik turnieju NCAA (2016)
- Zaliczony do składu All-Pac-12 Honorable Mention (2017)